# Воронков, Константин Васильевич (1911—1984)
Константи́н Васи́льевич Воронко́в (1911 — август 1984) — советский русский прозаик, драматург и сценарист, административный работник Союза писателей СССР, заместитель министра культуры СССР.

## Биография
С 1939 года заместитель заведующего Отделом школьной молодёжи ЦК ВЛКСМ. С 1943 года редактор журнала ЦК ВЛКСМ «Вожатый». С 1944 года ответственный контролёр КПК при ЦК ВКП(б). В 1944—1945 годах заместитель начальника, начальник Управления политико-массовой и воспитательной работы Главного управления трудовых резервов при СНК СССР.
В марте 1958 года принят в члены Союза писателей. О причинах его приятия в СП существуют разные мнения. Писатель Григорий Бакланов утверждал, что для этой цели его в соавторы взял Анатолий Алексин, а литературный критик Юрий Оклянский считает, что этому содействовал Александр Твардовский за то, что Воронков написал сценарий для театральной пьесы по его поэме «Василий Тёркин». Всё источники при этом отмечают, что главной причиной принятия Воронкова в СП была его административная власть, а не литературные таланты.
В 1959—1970 годах служил в Союзе писателей СССР оргсекретарём и секретарём правления. Писатель Анатолий Кузнецов в интервью журналу Der Spiegel 1 сентября 1969 года утверждал, что Воронков был одной из центральных теневых фигур в советской литературной цензуре и ставленником КГБ, который «отвечает за идеологические вопросы и ведает личными делами писателей». В «Рабочих тетрадях» главный редактор журнала «Новый мир» Александр Твардовский писал, что в августе 1968 года во время вторжения советских войск в Чехословакию Воронков отлавливал секретарей правления Союза писателей, чтобы подписать коллективное «Открытое письмо» писателям Чехословакии с одобрением этого вторжения. После разгрома редакции «Нового мира», включая увольнение Твардовского и ключевых сотрудников 9 февраля 1970 года, занимался подбором новых кадров на «укрепление», поскольку именно он отвечал за кадровые вопросы в секретариате СП.
Участвовал в разборе дела Солженицына. Был директором Литфонда СССР. В 1970—1978 — заместитель министра культуры СССР (при Екатерине Фурцевой, затем Петре Демичеве). В 1979—1984 — директор Театрального музея имени А. А. Бахрушина. В должности замминистра культуры запретил постановку в Театре на Таганке спектакля «Живой» по повести Бориса Можаева.
Автор киносценария «Пионерское лето» (1950), пьесы «Отец» (1956), повестей, рассказов, инсценировок, в том числе в соавторстве с Л. Ф. Воронковой (однофамилица), А. Г. Алексиным, Ф. И. Наседкиным.

## Награды и премии
Имел следующие награды:
- премия Ленинского комсомола (1970) — за сценарий кинофильма «Право быть ребёнком» (1969)
- орден Ленина (28.10.1948)
- два ордена Трудового Красного Знамения (1967; 1971)
- восемь медалей